# Immendorf (Geilenkirchen)

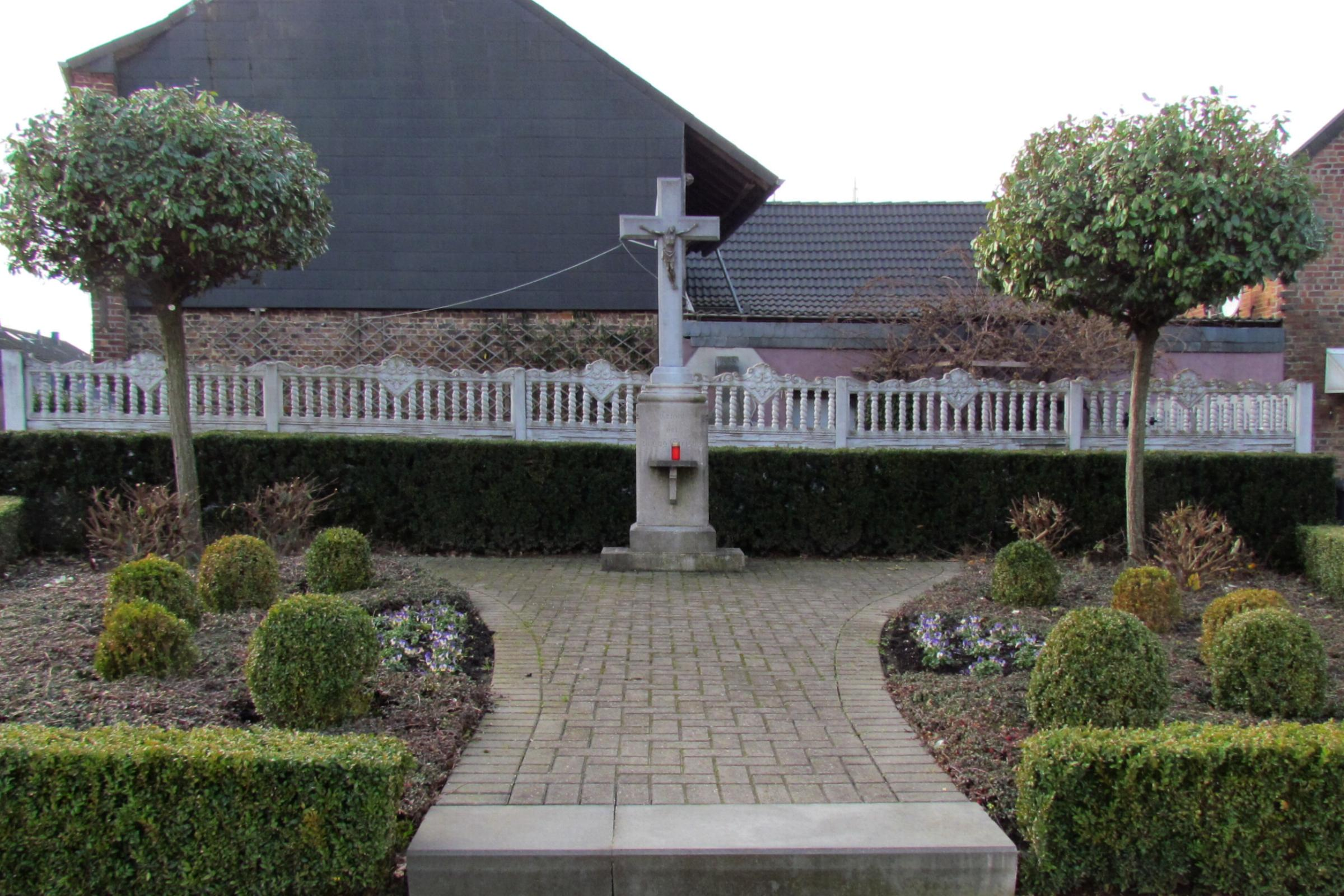
Gedenkkreuz an der Apweiler Straße

Immendorf ist ein Ortsteil der Mittelstadt Geilenkirchen im Kreis Heinsberg im Bundesland Nordrhein-Westfalen.

## Geographie

### Lage
Immendorf liegt südöstlich von Geilenkirchen an der Bundesstraße 56 und der Kreisstraße 24.

### Gewässer
In der Ortsmitte von Immendorf beginnt das Immendorfer Fließ (GEWKZ 2828892), welches Niederschlagswasser in Richtung Wurm ableitet. Das Fließ mit einer Länge von 5,325 km, fließt von Immendorf aus nordöstlich an der Ortschaft Prummern vorbei und mündet zwischen Beeck und Leiffarth in das Beeckfließ.

### Nachbarorte
| Süggerath | Prummern                                    | Gereonsweiler |
| Hünshoven | Kompassrose, die auf Nachbargemeinden zeigt | Apweiler      |
| Waurichen | Beggendorf                                  | Floverich     |

### Siedlungsform
Immendorf ist ein Pfarrdorf und zugleich ein Haufendorf mit einer lockeren, beidseitigen Bebauung entlang der ehemaligen Bundesstraße und den Straßen nach Waurichen und Apweiler. Die Kirche ist der Mittelpunkt des Ortes.

## Geschichte

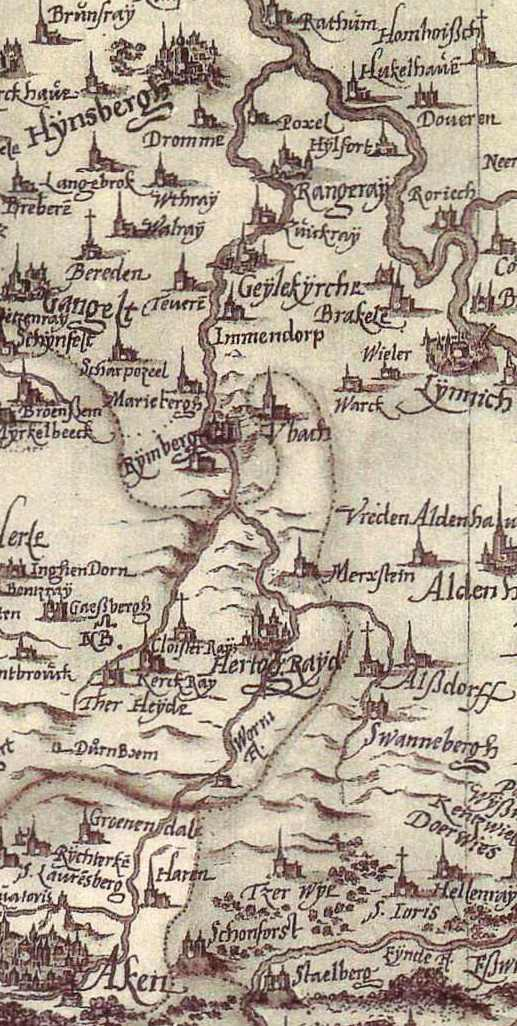
Immendorf auf der Sogrothen-Karte um 1573

### Ortsname

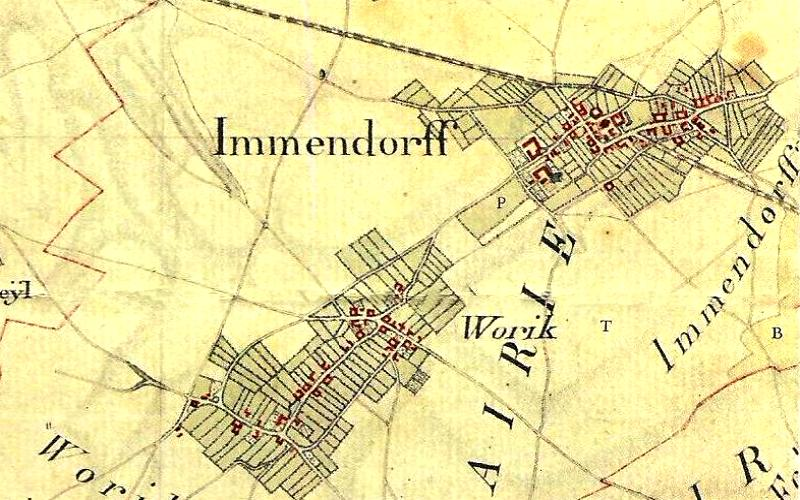
Immendorf auf der Tranchotkarte 1803–1820

- 1287	Immindorp
- 1296	Emmendorp
- 1344	(de) Emmendorp
- 1484	Ymmendorp
- 1528	Emendorp
- 1666	Immendorf
- 1803	Immendorff

### Ortsgeschichte

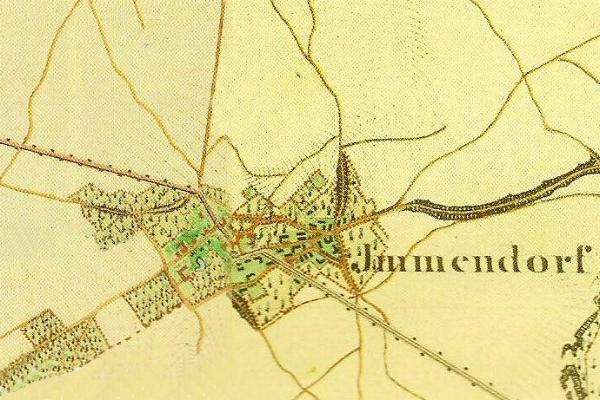
Immendorf auf der Urkatasterkarte 1846

Im Jahre 1296 erwarb Dietrich II. von Heinsberg das Haus Immendorf und gab es den Brüdern Dietrich und Johann vom Immendorf als Lehen zurück. 1438 kam das Gut durch Erbschaft an Gerhard von Blanckart zu Ahrweiler. Heinrich von Mirbach zu Ticheln kaufte das Gut im Jahre 1458. Durch ein Vermächtnis gelangt das Gut 1702 an Gotthard Adolf von Mirbach zu Harff. Im 18. Jahrhundert ist an die Stelle der Burg ein einfacher Ackerhof getreten. Das zweigeschossige Wohnhaus mit Mansarddach trägt die Jahreszahl 1789 im Eisenanker.
An anderer Stelle, nördlich der Kirche befand sich ein großer rechteckiger Ackerhof des 17. und 18. Jahrhunderts, der Pützhof genannt wurde. An der Kirche als zweigeschossiges Wohnhaus des 17. Jahrhunderts mit geschweiften und abgetreppten Giebeln und Klötzchenfries. An der Rückseite eine einfache Scheune. Straßenwärts zweigeschossiger Flügel mit großem Korbbogentor und Schlussstein mit der Jahreszahl 1759. Im Dorf noch eine Anzahl kleinerer Hofanlagen und Giebelhäuser. Südwestlich der Kirche noch zwei Giebelhäuser mit geschweiften Giebeln und den Jahreszahlen 1682 und 1686. Starke Kriegszerstörungen bedeuteten das Ende mancher schöner Fassade.
Immendorf war eigenständige Gemeinde mit Bürgermeisterei und hatte 1828 384 Einwohner, 1852 waren es 446 Einwohner. 1934 wurden die Ämter Immendorf und Würm zusammengelegt. Im Zuge der Gebietsreform wurde zum 1. Januar 1972 das Amt Immendorf-Würm aufgelöst. Rechtsnachfolger ist die Stadt Geilenkirchen. Aachen-Gesetz (1971).

### Kirchengeschichte

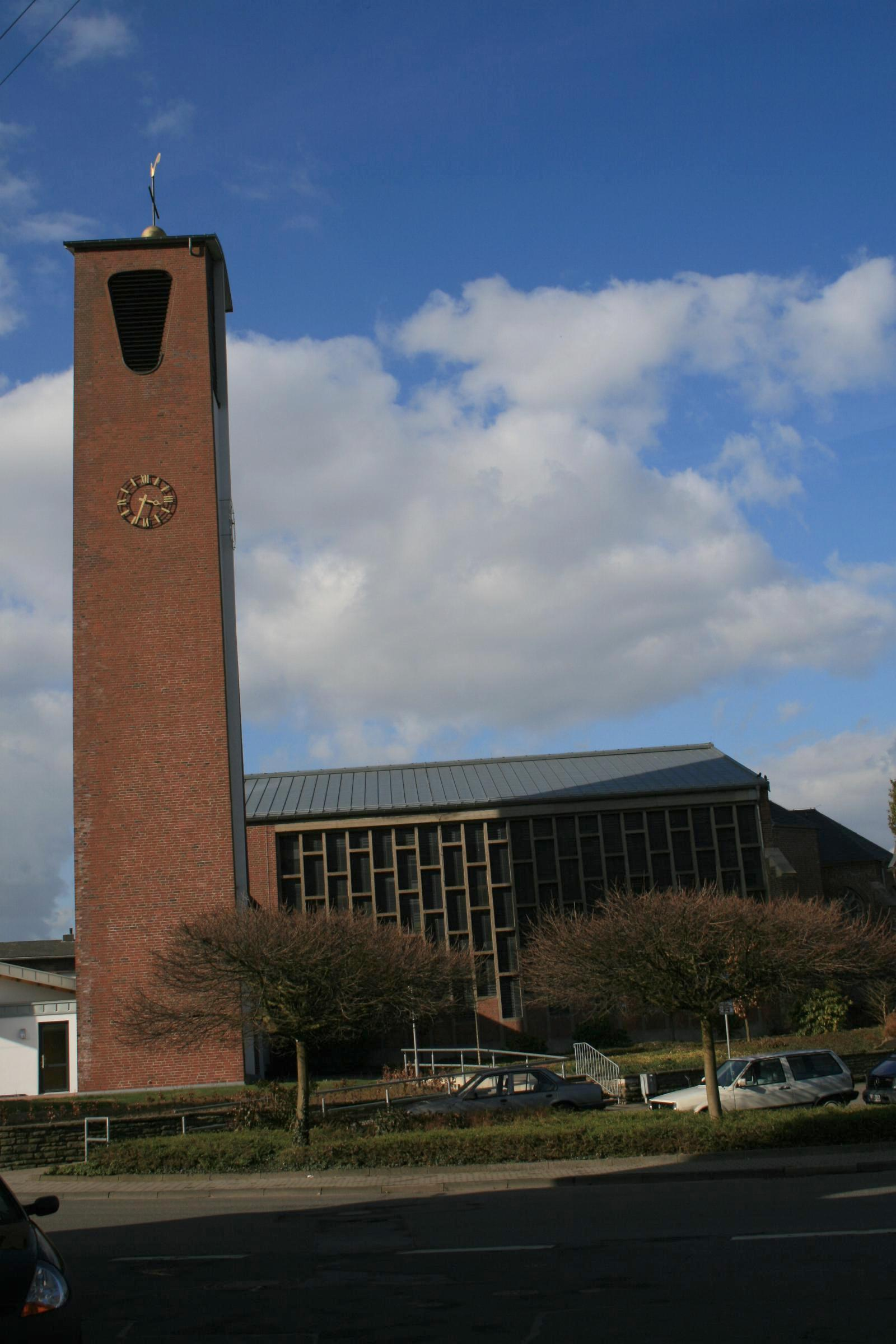
Katholische Pfarrkirche St. Peter

Die erste ausdrückliche Erwähnung der Kirche zu Immendorp findet sich 1308 im Liber valoris, dem Werte-Buch der Kirchen der Diözese Köln. Turm und Chor stammen aus der Zeit um 1400. Das Langschiff aus der Zeit um 1500. Die dreischiffige, spätgotische Hallenkirche, wurde im Zweiten Weltkrieg teilweise zerstört. Beim Wiederaufbau in den Jahren 1955/56 wurden die noch stehenden Gebäudeteile in den Neubau einbezogen. Es entstand eine neuzeitliche Kirche mit moderner Fensterverglasung und freistehenden Turm.
Die Pfarre Immendorf setzt sich aus den Orten Immendorf, Waurichen und Apweiler zusammen. Die Bevölkerung besteht zum größten Teil aus Katholiken. Im Zuge der Pfarrgemeindereformen im Bistum Aachen wurde die ehemals eigenständige katholische Pfarrgemeinde St. Peter Immendorf in die Gemeinschaft der Gemeinden (GdG) St. Bonifatius Geilenkirchen eingegliedert.

### Schulwesen
- Volksschule Immendorf 1925 3 Klassen, 3 Stufen, 2 Lehrer, 1 Lehrerin 157 Kinder
- Volksschule Immendorf 1965 6 Klassen, 6 Lehrerstellen 212 Kinder

## Sehenswürdigkeiten

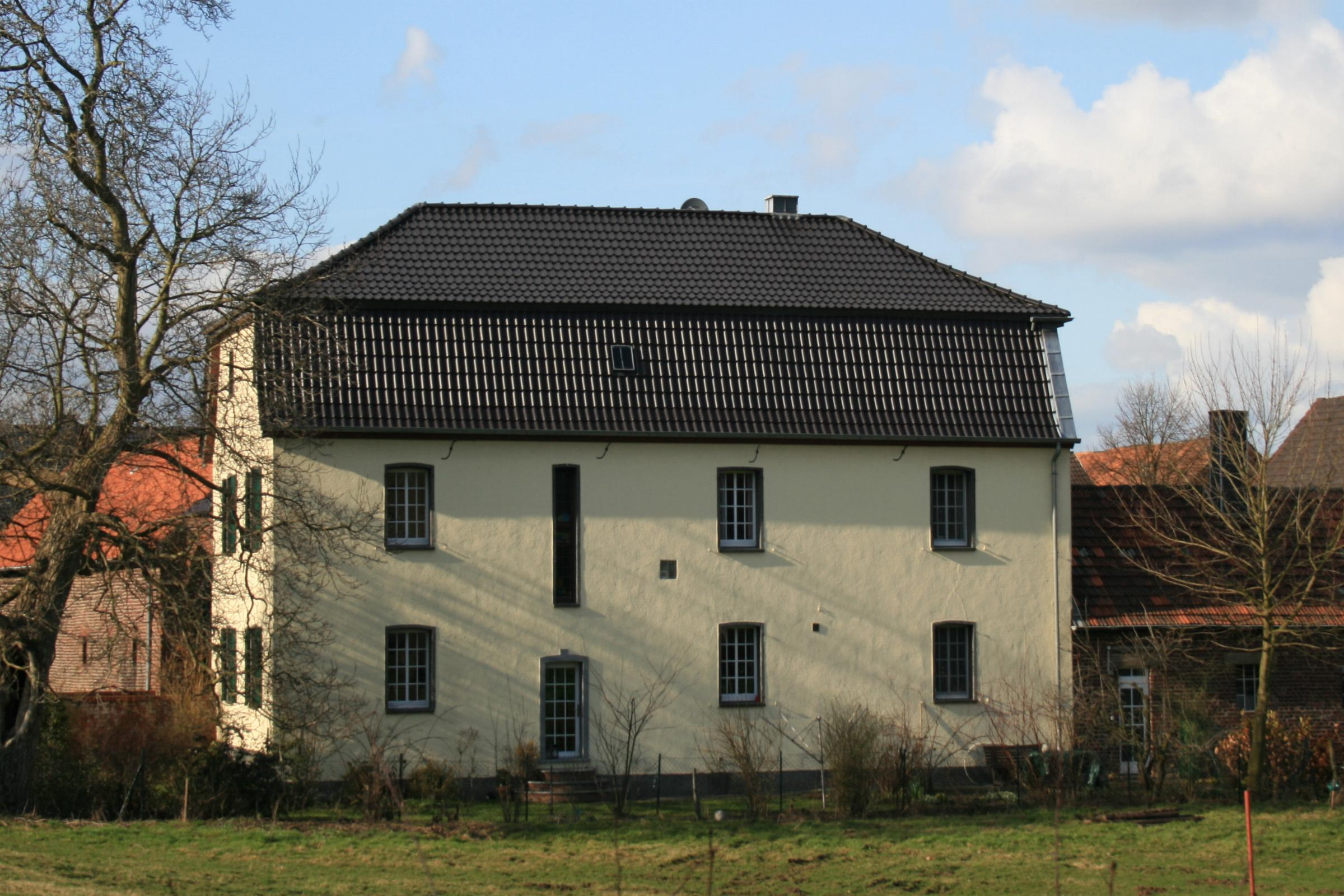
Haus Immendorf

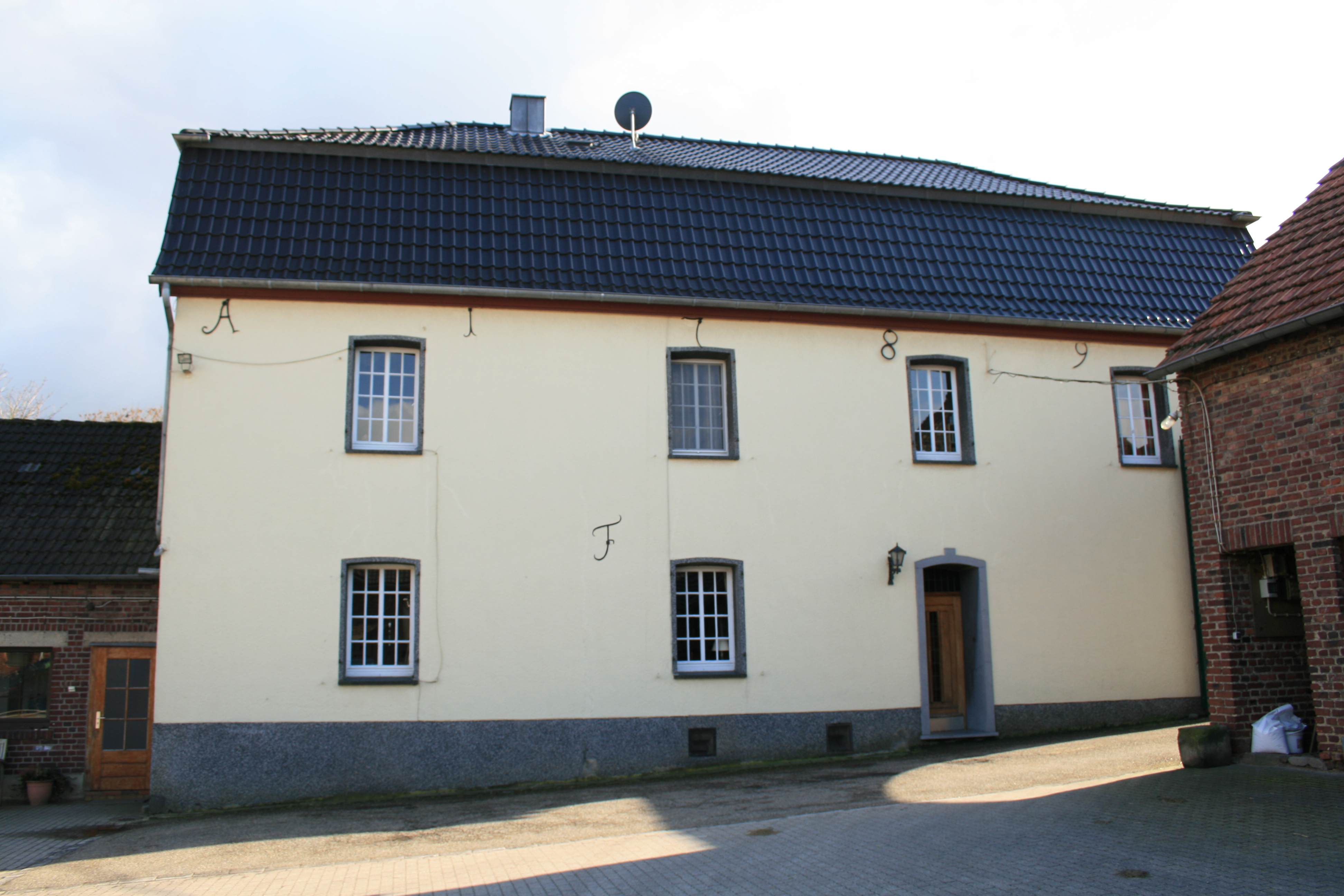
Hofseite von Haus Immendorf

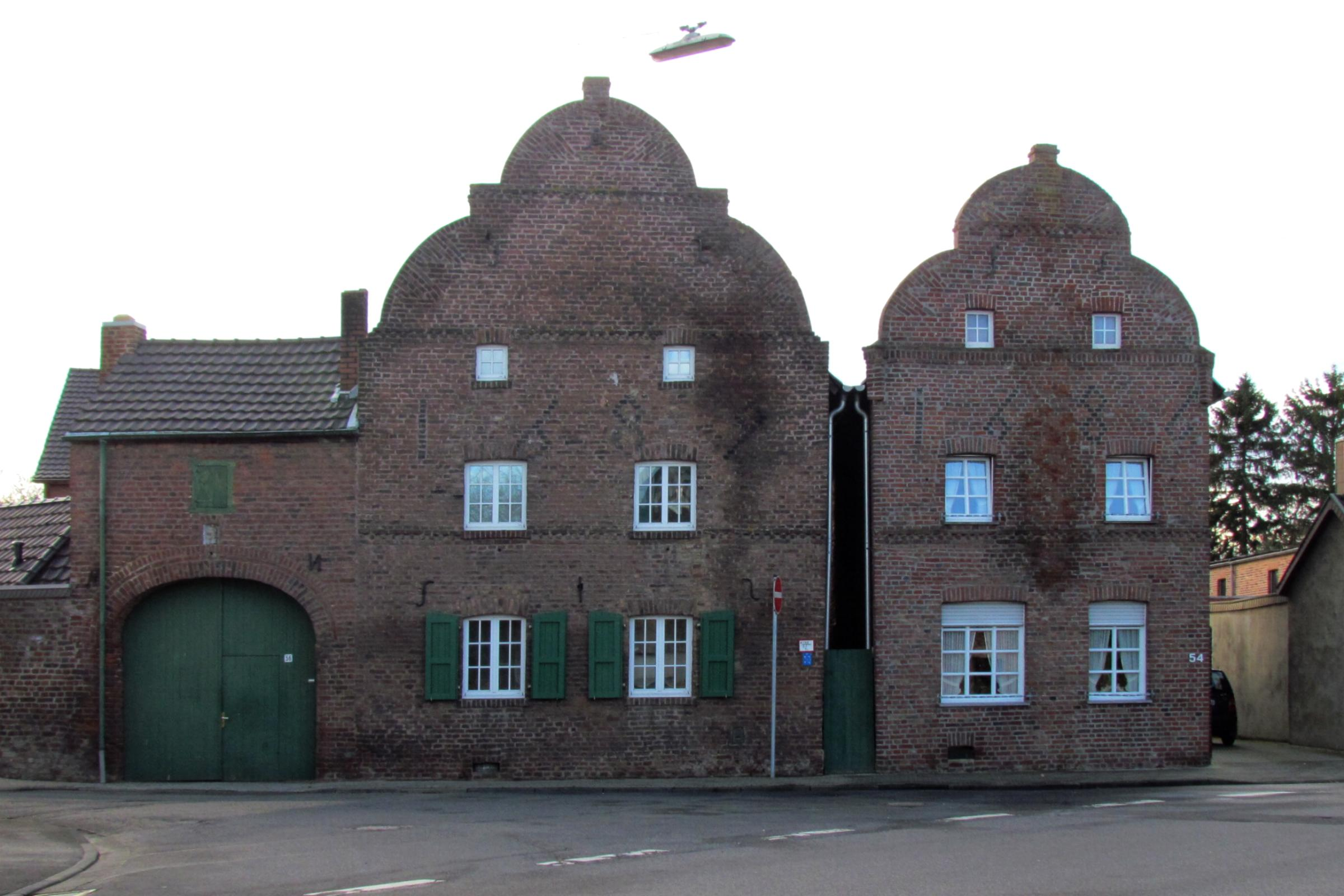
Giebelhäuser an der Dürener Straße

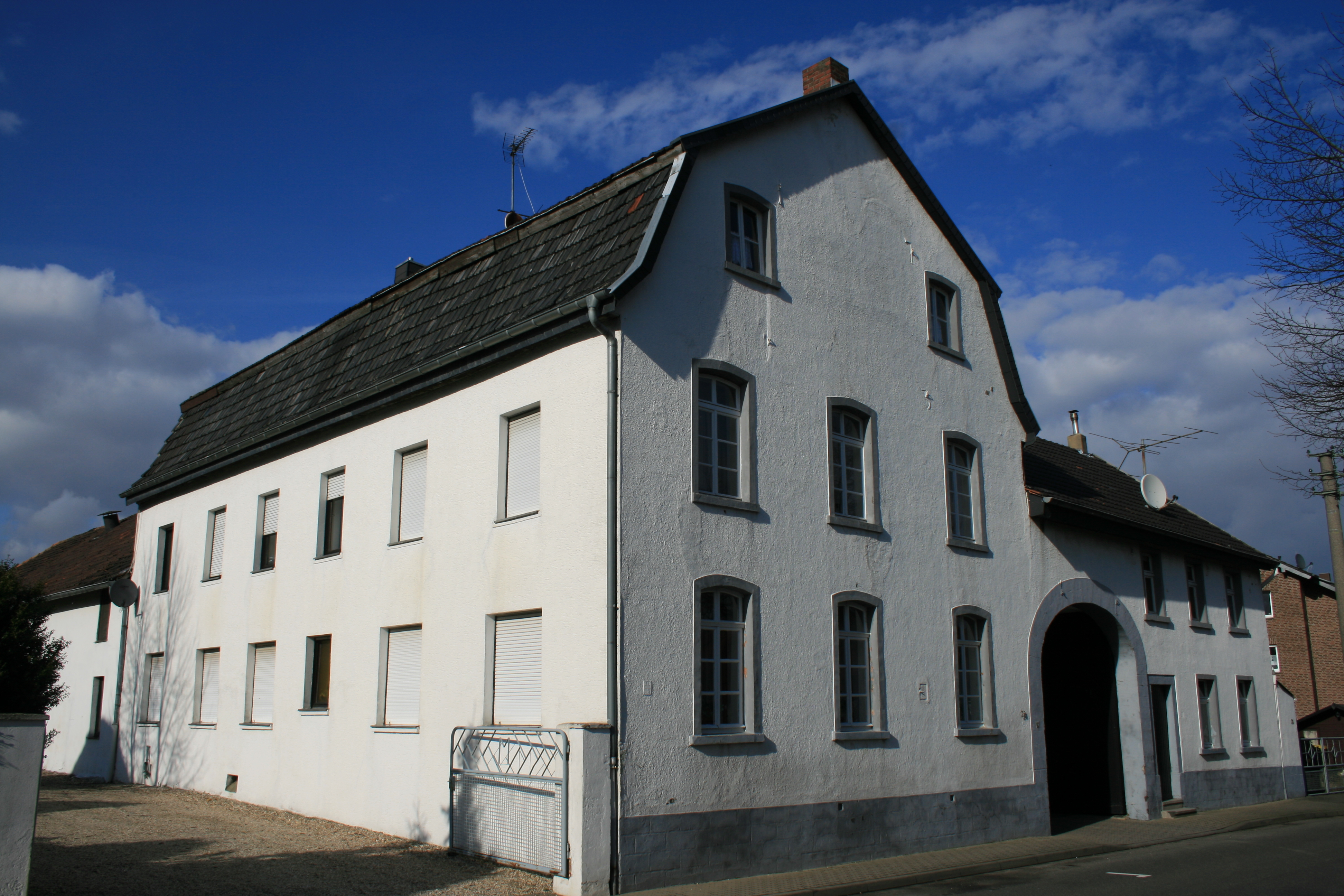
Hofanlage an der Von-Mirbach-Straße

- Katholische Pfarrkirche Immendorf, Johannesstraße, als Denkmal Nr. 33
- Buntverglasung in der Pfarrkirche St. Peter[5]
- Haus Immendorf, Ringstraße 21, als Denkmal Nr. 14
- Giebelfassade und Gewölbekeller, Dürener Straße 54, als Denkmal Nr. 34
- Giebelhaus, Dürener Straße 56, als Denkmal Nr. 35
- Hofanlage, Zehnthofstraße 9, als Denkmal Nr. 59
- Hofanlage, Von-Mirbach-Straße 26–28, als Denkmal Nr. 60
- Historisches Klassenzimmer, Ringstraße 9

## Infrastruktur
- Im Dezember 2012 lebten in Immendorf 1159 Personen.
- Es existieren eine Arzt- und eine Zahnarztpraxis, eine Bankfiliale, ein Land Café, zwei Bedachungsbetriebe, mehrere landwirtschaftliche Betriebe teilweise mit Tierhaltung, mehrere Versicherungsvertreter, ein Unternehmen für Abbruch, Verfüllung und Transport, ein Bauunternehmer, eine Druckerei, ein Küchenstudio, ein Textileinzelhandel, ein Schmuckgeschäft, eine Schreinerei, eine Polsterei, eine Gastwirtschaft, eine Metzgerei (geschlossen), eine Bäckerei und ein Lebensmittelgeschäft (geschlossen 2023), ein Architektur- und ein Ingenieurbüro, zwei Heizungsbauer, ein Elektroinstallationsbetrieb, sowie Fachbetriebe für Solartechnik, HiFi, Fernseher, Alarmanlagen, Softwareentwicklung, Kosmetik und Büroservice, ein Lohnsteuerhilfeverein sowie einige Kleingewerbebetriebe.
- Katholische Grundschule Immendorf an der Flovericher Straße
- Städtische Kindertagesstätte Ringstraße 15
- Jugendheim Immendorf, von Mirbach Straße
- Zwei Spielplätze, Auf dem Knipp, Katholische Grundschule an der Flovericher Straße
- Der Friedhof an der Straße am Friedhof

## Verkehr
Immendorf ist an Werktagen mit der Buslinie 432 der WestVerkehr über zwei Bushaltestellen am Friedhof und am Amt an das ÖPNV-Netz des Aachener Verkehrsverbundes angeschlossen. Abends und am Wochenende kann der Multi-Bus angefordert werden.
| Linie | Verlauf |
| ----- | --- |
| 432   | Geilenkirchen Bf – Prummern – Immendorf – (Apweiler –) Floverich – Loverich – Puffendorf – Setterich – Baesweiler |

## Vereine
- - Freiwillige Feuerwehr Geilenkirchen, Löschgruppe Waurichen, auch zuständig für Immendorf
- Interessengemeinschaft der Ortsvereine in der Pfarre Immendorf, Waurichen, Apweiler
- St. Petri und Pauli Schützenbruderschaft Immendorf e. V. gegr. 1825
- Kirchenchor Immendorf
- Frauengemeinschaft Pfarre Immendorf
- Trommlercorps Immendorf
- Musikverein „In Treue fest“ Immendorf
- FC Rhenania Immendorf
- KG „Lott se loope“ Immenwauweiler
- Gartenbauverein Immendorf
- Vogelfreunde Immendorf
- FC Tischtennis Immendorf
- Taubenzuchtverein Immendorf
- Förderverein KGS Immendorf
- Förderverein Ki Ga Immendorf

## Regelmäßige Veranstaltungen
- Rosenmontagszug der KG Immenwauweiler
- Patronatsfest und Sommerkirmes
- Seifenkistenrennen der Schützenjugend
- Herbstkirmes des TPC Immendorf
- St. Martin-Umzug in Immendorf

## Straßennamen
Alte Landstraße, Am Friedhof, Am Pannhaus, Apweilerstraße, Auf dem Knipp, Buschweg, Dietrichstraße, Dürener Straße, Flovericher Straße, Friedensstraße, Grünstraße, Im Bongert, Immenweg, Kirchwinkel, Paulstraße, Peterstraße, Ringstraße, Schummelshof, Von-Mirbach-Straße, Zehnthofstraße